# ビルクリーニング技能士
ビルクリーニング技能士（ビルクリーニングぎのうし）とは、国家資格である技能検定制度の一種で、職業能力開発促進法第47条第1項による指定試験機関（公益社団法人全国ビルメンテナンス協会）が実施するビルクリーニングに関する学科及び実技試験に合格した者をいう。

## 概要
ビルにおける環境衛生維持管理業務のうち、ビルの所有者から委託を受けて行うビルクリーニング作業について必要な技能を認定する国家資格（名称独占資格）である。また、1級ビルクリーニング技能士は建築物衛生法の事業登録に必要な人的要件の一つである清掃作業監督者になるための必要資格にもなっている。

### 単一等級から複数級へ
2016年2月に単一等級としての最後の技能検定試験があり、同年4月からは複数等級（1級、2級、3級、基礎1級、基礎2級）となった。単一等級のビルクリーニング技能士は、1級ビルクリーニング技能士としてみなされる。

## 受検資格
以下のいずれかの資格・経験を持つ者を対象とする。
1級
- 実務経験5年以上 - 1週24時間以上、正規・非正規雇用問わず
- 2級の技能検定に合格した者で、合格後1年以上の実務経験を有する者
- 3級の技能検定に合格した者で、合格後3年以上の実務経験を有する者
- 職業訓練指導員 (建築物衛生管理科)免許保持者 -実務経験 0年
- 建築物衛生管理科の普通職業訓練（700時間）修了者 - 実務経験4年以上

2級
- 2年以上の実務経験を有する者
- 3級の技能検定に合格した者
- 職業訓練指導員(建築物衛生管理科)免許保持者
- 建築物衛生管理科の普通職業訓練（700時間）修了者 - 実務経験1年以上

3級
- ビルクリーニング業務に従事している者又は従事しようとする者
- 職業訓練指導員（建築物衛生管理科）免許保持者

基礎1級
　外国人技能実習生を対象(技能実習制度)
- 技能実習2号1年目の終了者

基礎2級
　外国人技能実習生を対象(技能実習制度)
- 技能実習1号の期間の4分の3を経過した者

## 試験内容
実技試験と学科試験があり、両方に合格することで、ビルクリーニング技能士の資格を得ることができる。
1級（上級）
- 学科試験：50問
- 実技試験：弾性床表面洗浄作業、繊維系床部分洗浄作業、壁面洗浄作業、実技ペーパーテスト

2級（中級）
- 学科試験：50問
- 実技試験：弾性床スプレーバフ作業、トイレ定期清掃作業、繊維系床しみ取り作業、実技ペーパーテスト

3級（初級）
- 学科試験：25問
- 実技試験：弾性床ドライバフ作業、ガラス面洗浄作業、トイレ日常清掃作業

基礎1級
- 学科試験：25問
- 実技試験：弾性床事務室清掃作業、繊維系床会議室清掃作業

基礎2級
- 学科試験：25問
- 実技試験：器具の使い方

### 学科・実技試験の免除
- 1級、2級は、それぞれの短期課程の普通職業訓練が的確に行われたと認められる修了時の試験に合格した者で、当該訓練を修了した者は、それぞれの級の学科試験の全部
- ビルクリーニング職種に係る指定試験機関技能検定委員を5年以上務めた者は、1級学科試験及び実技試験の全部

## 試験会場
北海道、宮城、東京、愛知、大阪、広島、香川、福岡

## 取得後の称号
技能検定合格者には合格証書が授与され、「ビルクリーニング技能士」と称することが認められる。
なお職業能力開発促進法により、ビルクリーニング技能士資格を持っていないものがビルクリーニング技能士と称することは禁じられている。

## 過去の実施状況
| 年度               | 受検者数 | 合格者数 | 合格率 |
| ------------------ | -------- | -------- | ------ |
| 2015年（平成27年） | 4,306人  | 2,124人  | 49.3%  |
| 2014年（平成26年） | 2,718人  | 1,396人  | 51.4%  |
| 2013年（平成25年） | 2,769人  | 1,657人  | 59.8%  |
| 2012年（平成24年） | 2,911人  | 1,651人  | 56.7%  |
| 2011年（平成23年） | 3,004人  | 1,407人  | 46.8%  |
| 2010年（平成22年） | 2,898人  | 1,664人  | 57.4%  |
| 2009年（平成21年） | 2,802人  | 1,678人  | 59.9%  |
| 2008年（平成20年） | 2,943人  | 1,716人  | 58.3%  |
| 2007年（平成19年） | 3,063人  | 1,910人  | 62.3%  |
| 2006年（平成18年） | 3,234人  | 1,705人  | 52.7%  |

## 関連教科書・動画教材
- 『一級技能士コース　ビルクリーニング科 教科書』（建築物管理訓練センター、2022年改訂3版）
- 『二級技能士コース　ビルクリーニング科 教科書』（建築物管理訓練センター、2022年改訂4版）
- 『三級技能士コース　ビルクリーニング科 教科書』（建築物管理訓練センター、2021年改訂3版）

DVD
- 『ビルクリーニング 1級技能士をめざして』（建築物管理訓練センター、2017年）
- 『2級ビルクリーニング科実技訓練』（建築物管理訓練センター、2017年）
- 『3級ビルクリーニング科実技訓練』（建築物管理訓練センター、2017年）
- 『基礎級ビルクリーニング科実技訓練』（建築物管理訓練センター、2018年）
  - Basic Level Building Cleaning Course Practical Training（2022年）

## 全国ビルクリーニング技能競技会
2年に1度、ビルメンヒューマンフェア会場にて全国ビルクリーニング技能競技会が開催。各地区より選抜された選手によって技能を競い合う。